# Jan Bonsma
Jan Cornelis Bonsma (* 22. März 1909 in Steynsburg, Kapkolonie, Südafrika; † 28. Februar 1992) war ein südafrikanischer Tierwissenschaftler und Hochschullehrer, der sich insbesondere mit Nutzvieh befasste. Er züchtete auch eine neue Rinderrasse, die nach ihm benannt wurde.

## Leben
Bonsma war einer von drei Söhnen von Klaas Fokkes Bonsma und Elisabeth Geertruida Luitingh. Sein Vater war ein Emigrant aus den Niederlanden. Als Pädagoge sowie stellvertretender Leiter der örtlichen Lehrerbildungsanstalt in der Kleinstadt Heidelberg, Transvaal, förderte er die Faszination seines Sohns für die Tiere, indem er Bonsma eine kleine Milchviehherde zur Verfügung stellte, als er noch zur Schule ging.
Nach seinem Bachelorabschluss in Tierzucht an der Universität Pretoria im Jahr 1931 und seinem Masterabschluss mit der Dissertation An Analysis of factors affecting the efficiency of gains in pigs from birth to weaning im Jahr 1936 gewann Bonsma ein Stipendium zum Studium der Tiergenetik in den Vereinigten Staaten. Er ging an die Iowa State University, wo er von Jay Lush betreut wurde, mit dem ihm eine lebenslange Freundschaft verband. Die gründliche Ausbildung in moderner Genetik, die Bonsma erhielt, bot ihm eine solide Grundlage für seine spätere Karriere.
Nach seiner Rückkehr nach Südafrika im Jahr 1937, wurde er vom Landwirtschaftsministerium angestellt und erhielt den Auftrag, die tropische Degeneration zu untersuchen, die die europäischen Rinderrassen in den heißen und trockenen Regionen des südlichen Afrikas dezimierte. Zugleich sollte er ein Kreuzungsprogramm einleiten, um eine Rinderrasse zu entwickeln, die an diese Bedingungen angepasst ist. Diese Rasse wäre theoretisch nicht nur resistent gegen Hitze, Parasiten und tropische Krankheiten, sondern auch fruchtbar und produktiv in Bezug auf Wachstum und Fleischproduktion. Später wurde Bonsma zum Professor und Leiter des Fachbereichs für Tierzucht, später Fachbereich für Tierhaltung und schließlich Tierproduktion an der Universität Pretoria, ernannt.

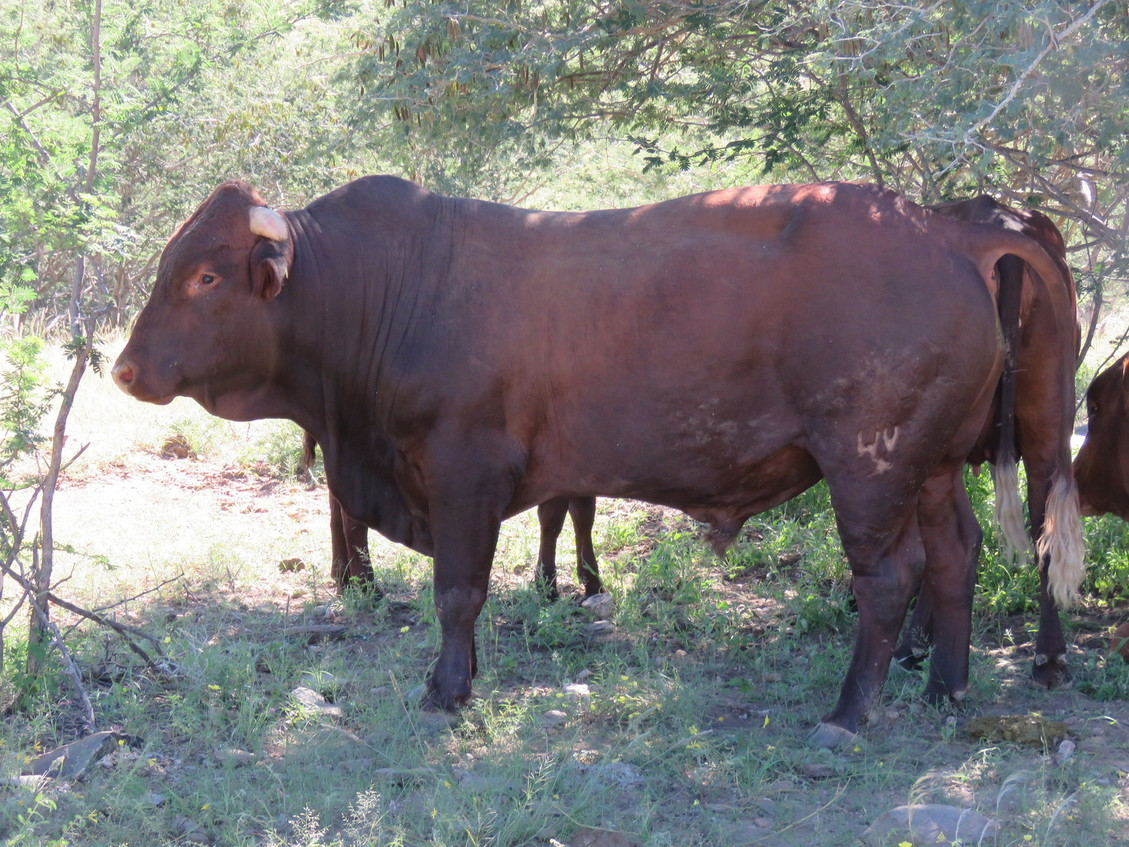
Ein Bulle des Bonsmara-Rinds, das nach Jan Bonsma benannt ist.

Er verbrachte Monate im Veld, wo er das Verhalten seiner Tiere unter natürlichen Bedingungen sorgfältig beobachtete und das Wachstum, die Entwicklung, die Körpergröße und die Fruchtbarkeit von Tausenden von Rindern maß. Seine Studien führten zur Veröffentlichung vieler bedeutender Arbeiten über die Umweltphysiologie verschiedener Rinderrassen und zur Entdeckung der wichtigsten morphologischen Merkmale, die mit der Anpassungsfähigkeit in den Tropen und Subtropen zusammenhängen. Diese Arbeiten verschafften Bonsma bald einen internationalen Ruf auf dem Gebiet der Tierwissenschaft. Er baute die Mara-Forschungsstation in der Provinz Limpopo auf, wo es ihm 1964 gelang, eine völlig neue Rinderrasse, die Bonsmara, zu züchten, die seinen Namen trägt und für ihr hochwertiges Fleisch bekannt ist. Die Rasse besteht aus 5/8 Afrikanern (Sanga-Typ), 3/16 Hereford-Rindern und 3/16 Shorthorn-Rindern und ist gut an die subtropischen Savannengebiete angepasst. Sie kombiniert die Anpassungsfähigkeit der Afrikaner, die Fleischproduktion der Hereford-Rinder und der Milchproduktion der Shorthorn-Rassen. Die Bonsmara-Rasse hat sich in ganz Afrika als Fleisch- und Zweinutzungsrasse durchgesetzt und ist auch in Südamerika, Nordamerika, Kanada und Australien geschätzt. 1970 wurde das Bonsmara-Rind als offizielle Rasse anerkannt.
1965 war Bonsma für ein Jahr Gastprofessor an der University of Texas System. Er ging 1974 in den Ruhestand, um über die Ökologie von Tieren zu forschen.
Bonsma wurde vielfach für seine Arbeit geehrt, sowohl in Südafrika als auch im Ausland. Zu den wichtigeren Auszeichnungen gehörten: zwei Ehrendoktorwürden (Natal und Pretoria), der Havenga-Preis für Agrarwissenschaften (1990), die Senior Captain Scott Memorial Medal, der Claude Leon Haris Foundation Award of Merit, zahlreiche Auszeichnungen aus dem Ausland, darunter die Wahl in die Stockmen’s Hall of Fame. Vom südafrikanischen Staatspräsidenten wurde er mit dem Order for Meritorious Service Class 1 in Gold ausgezeichnet. Er wurde zu 10 Vorträgen an 47 Universitäten in 15 Ländern eingeladen und besuchte 36 Mal auf Einladung die Vereinigten Staaten.
Bonsma veröffentlichte über 55 Schriften.

## Schriften (Auswahl)
- Photographing animals for record purposes, 1941
- Ecological animal husbandry research and its application in maintaining a permanent pastoral industry, 1949
- Ekologiese veeteeltnavorsing en die toepassing daarvan tot instandhouding van 'n blywende veeteeltbedryf, 1950
- The interaction between environment and heredity, 1958
- Wortham lectures in animal science, 1965
- The Santa Gertrudis, past, present and future, 1965
- Livestock Production: Man Must Measure, 1983